# Thụ phấn nhờ gió

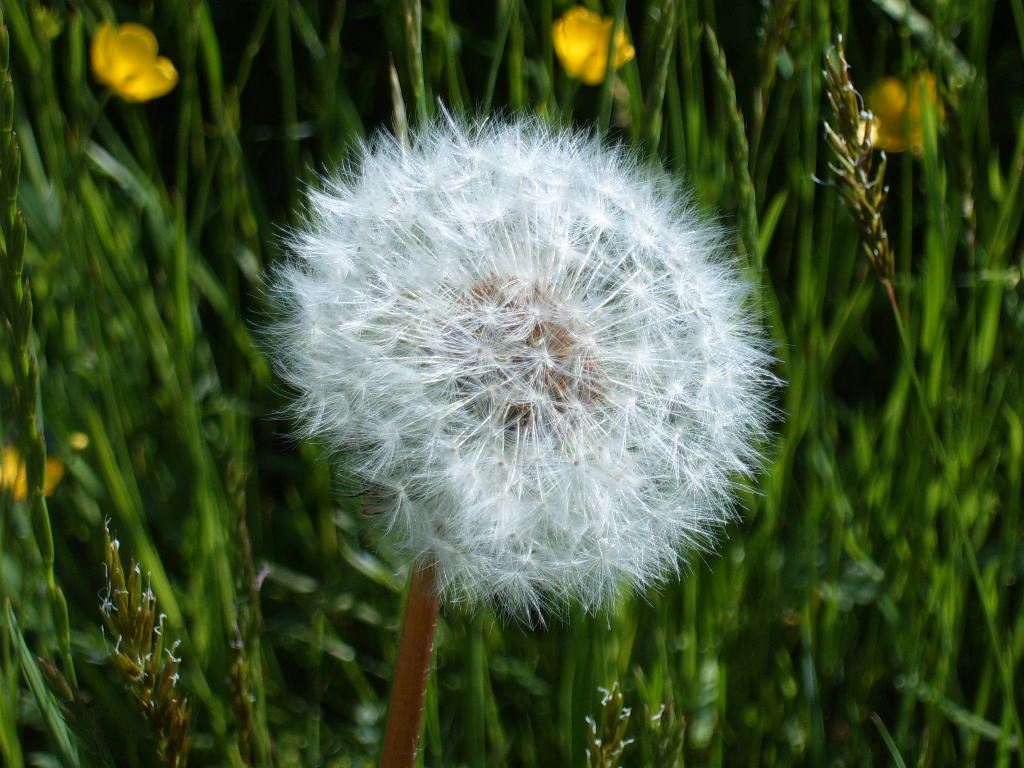
Bồ công anh được thụ phấn nhờ gió

Thụ phấn nhờ gió (anemophily) là một dạng thụ phấn  của thực vật, trong đó các hạt phấn được gió phân tán. Các loại hoa thụ phấn nhờ gió thường nhỏ, không có mùi thơm, màu sắc không mấy sặc sỡ, không có tuyến mật, tràng hoa đơn giản hoặc không có. Mày hoa cực nhỏ, tách các mày ra để bao phấn bật tung ra ngoài. Đặc điểm: Hoa thường tập trung ở ngọn cây, bao hoa thường tiêu giảm, chỉ nhị dài, bao phấn treo lủng lẳng, hạt phấn rất nhiều, nhỏ và nhẹ, đầu hoặc vòi nhụy dài, có nhiều lông. Một số loài thực vật thụ tinh nhờ gió là bồ công anh, cây lúa, cây ngô, cây lau, cây trinh nữ, cây phi lao.

## Hình ảnh

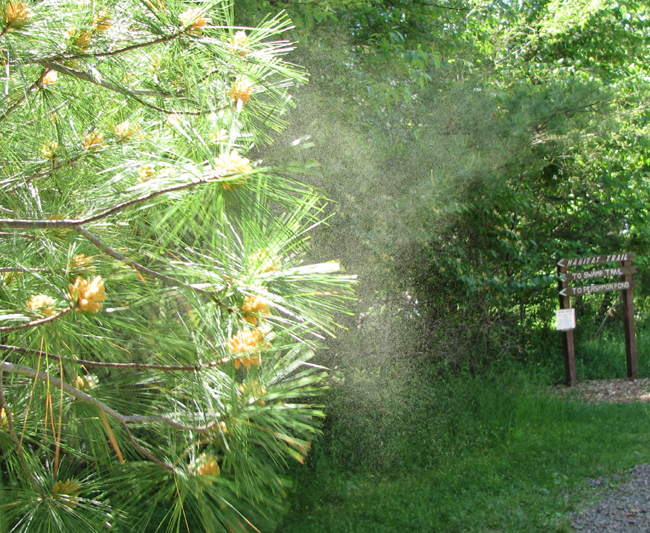
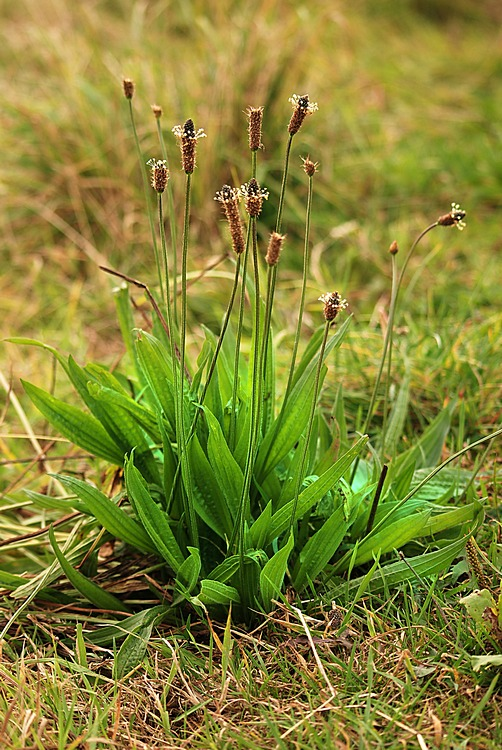
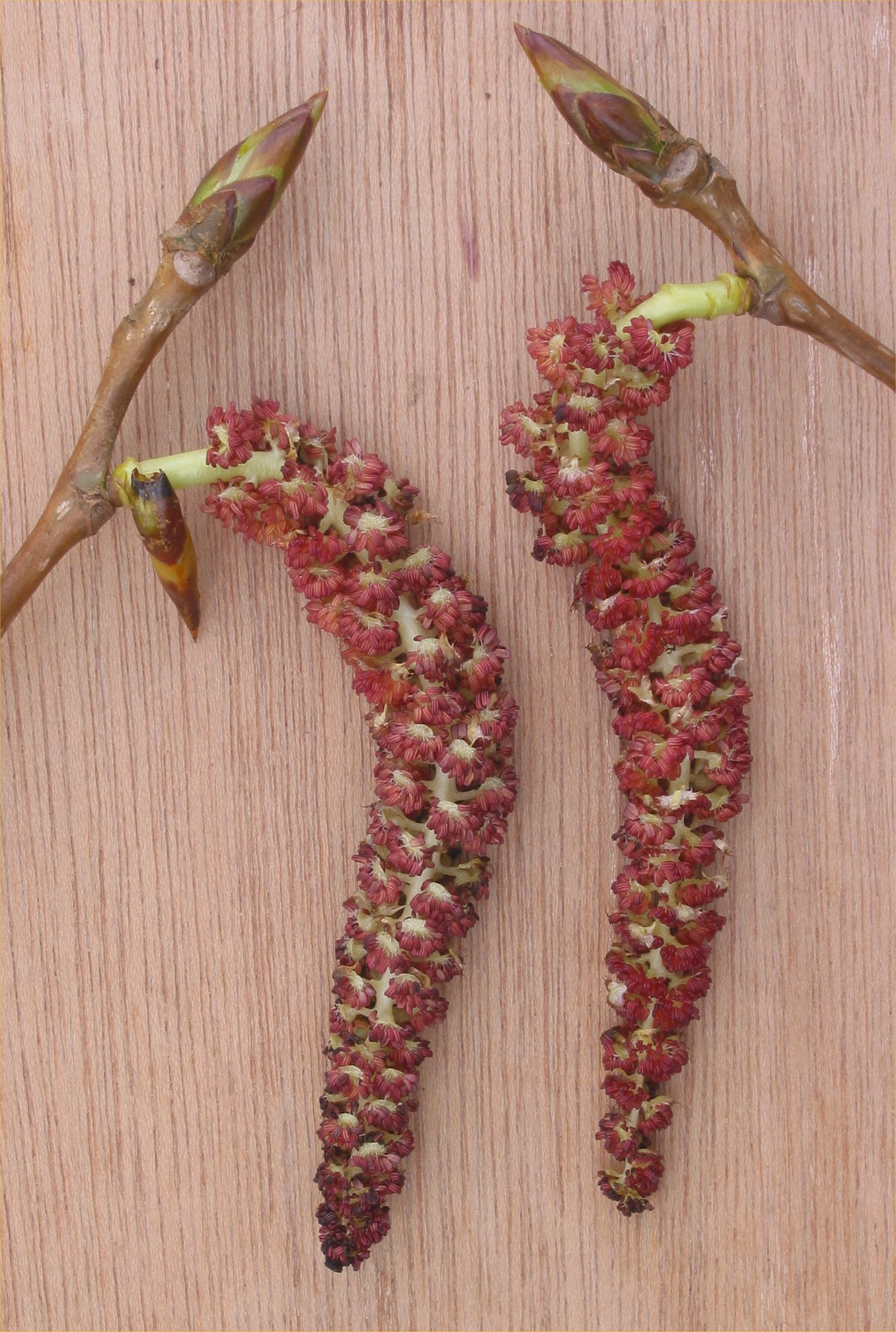
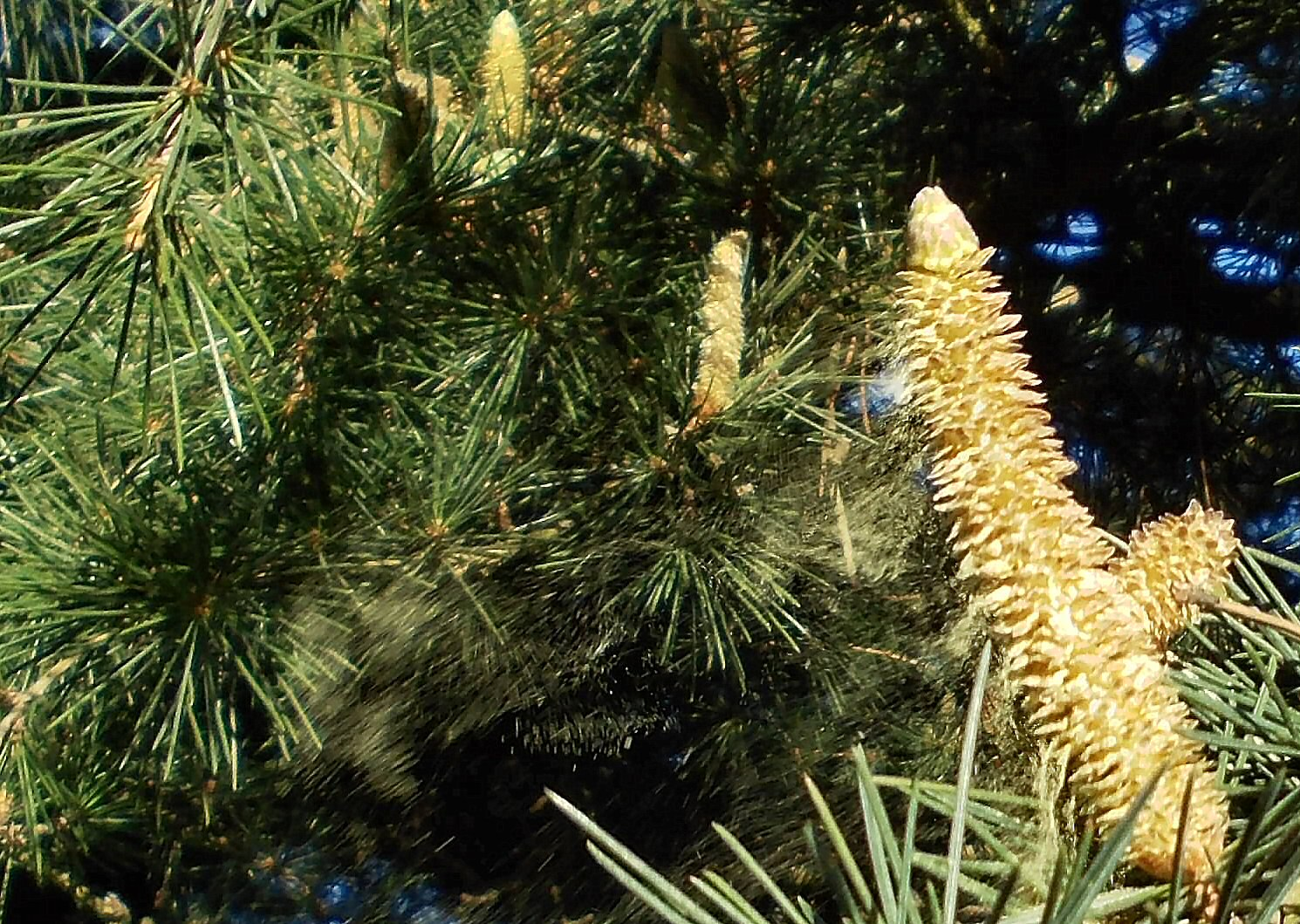